# PSI-PSDI Unificados
El PSI-PSDI Unificados (en italiano: PSI-PSDI Unificati), también conocido como Partido Socialista Unificado (PSU), fue un partido político italiano nacido de la fusión del Partido Socialista Italiano y el Partido Socialista Democrático Italiano el 30 de octubre de 1966.
La unificación fue proclamada ante unas 20.000-30.000 personas reunidas en la Constituyente Socialista en el Palacio de los Deportes de Roma. Los 1.450 delegados socialistas eligieron a Francesco De Martino y Mario Tanassi co-secretarios del PSU, a Giacomo Brodolini y Antonio Cariglia vicesecretarios, y a Pietro Nenni único presidente. En la Constituyente participaron también los ex-comunistas de Democracia, Libertad y Socialismo y de Revisionismo Socialista, así como los socialistas sin carnet de Crítica Social y de los Círculos Turati.
El proceso de unificación entre los dos partidos comenzó en 1963, tras la entrada del PSI, por primera vez, en la mayoría gubernamental presidida por Aldo Moro, constituyendo una coalición de centro-izquierda que comprendía también a DC, PSDI y PRI. La iniciativa de unificación fue sin embargo desde el inicio muy tímida, no alcanzándose nunca una verdadera unidad, dado que entre ambos partidos mantuvieron sus propias secretarías, aunque federadas. También a nivel local, al no estar programadas elecciones municipales significativas, cada una de las dos corrientes mantuvo sus posiciones de mayoría u oposición en cada localidad. Como símbolo fue elegida una combinación de los emblemas de los anteriores partidos, coronada por el nombre PSI-PSDI UNIFICATI: tal emblema, por su aspecto, fue irónicamente denominado bicicleta.
El nuevo partido, cuyas fuerzas sumaban un 19,9% de los sufragios cinco años antes, obtuvo en las elecciones generales de 1968 un resultado inferior a lo esperado, con el 14,5% de los votos, 91 diputados y 46 senadores. Por otro lado, respecto a las anteriores elecciones de 1963, el PSI había sufrido la escisión de los sectores más a la izquierda del partido, que habían fundado el Partido Socialista Italiano de Unidad Proletaria (PSIUP). En el PSDI, por su parte, la corriente contraria al proyecto unitario fundó el movimiento Socialdemocracia, liderado por el diputado saliente Giuseppe De Grazia.
Al sucesivo congreso de octubre de 1968 los socialistas llegaron divididos en cinco mociones: Reconquista y Unidad Socialista, de Francesco De Martino, Renovación Socialista, de Mario Tanassi, Autonomía Socialista, de Mauro Ferri, Compromiso Socialista, de Antonio Giolitti e Izquierda Socialista, de Riccardo Lombardi. El congreso debía durar del 23 al 27 de octubre, pero fue prorrogado en vano un día más para permitir encontrar un acuerdo entre las corrientes. Al finalizar cada grupo votó su propia moción. La mayoría relativa del nuevo Comité Central la obtuvo Autonomía, con el 35,54% de los electos. Le siguieron Reconquista (32,23%), Renovación (17,35%), Izquierda (9,09%) y Compromiso (5,78%). En total, el 61,16% procedía del ex-PSI. 
A excepción de Renovación y de Izquierda, compuestas respectivamente por ex-socialdemócratas y ex-socialistas, las demás mociones mezclaban el origen de sus miembros, con un predominio de los socialistas. El 10 de noviembre el Comité Central eligió a Mauro Ferri secretario con el 52% de los votos, procedentes de Autonomía y Renovación. Durante el congreso se decidió por otro lado el cambio de nombre del partido, que volvía a llamarse oficialmente Partido Socialista Italiano-Sección Italiana de la Internacional Socialista (PSI-SIIS).
Unos ocho meses después, el 5 de julio de 1969, la corriente socialdemócrata se escindió constituyendo el Partido Socialista Unitario y provocando la caída del Gobierno Rumor I.

## Resultados electorales
| Cámara de Diputados |                |       |         |     |             |
| Año electoral       | Votos          | %     | Escaños | +/– | Líder       |
| 1968                | 4.603.192 (#3) | 14,48 | 91/630  | 29a | Mauro Ferri |

| Senado de la República |                |       |         |     |
| Año electoral          | Votos          | %     | Escaños | +/– |
| 1968                   | 4.354.906 (#3) | 15,22 | 46/315  | 12a |

a Respecto a la suma de los escaños obtenidos por el PSI y el PSDI en 1963.